# Río Laura
El río Laura (del ruso: Лаура) es un corto río del Cáucaso Occidental que desemboca en el río Achipsé, afluente del río Mzymta. Discurre por el territorio administrativo del distrito de Ádler de la unidad municipal de la ciudad-balneario de Sochi del krai de Krasnodar, en el sur de Rusia.

## Curso
Nace en las laderas meridionales del monte Asara (2269 m), en la Reserva Nacional Natural de la Biosfera del Cáucaso, y discurre trazando una curva que se inicia hacia al nordeste y finaliza hacia el suroeste, vira al sureste y finalmente recorre el último tramo de su valle montañoso con rumbo suroeste hasta su desembocadura en el Achipsé al norte de Estosadok. En su curso hay numerosas cascadas.

## Historia
En 1967 fue descubierto un dolmen tallado en la roca en su curso superior por Lev Sitnikov.

## Turismo
En el año 2008 se construyó el complejo turístico y estación de esquí Gazprom. Asimismo se instaló un telesquí en el complejo Laura.